# Nagórzanki
Nagórzanki – wieś sołecka w Polsce położona w województwie świętokrzyskim, w powiecie kazimierskim, w gminie Kazimierza Wielka.
| SIMC    | Nazwa      | Rodzaj    |
| ------- | ---------- | --------- |
| 0241933 | Pastwiska  | część wsi |
| 0241940 | Stara Wieś | część wsi |
| 0241956 | Wydmuchów  | część wsi |

Do 1954 roku istniała gmina Nagórzany. W latach 1975–1998 miejscowość administracyjnie należała do województwa kieleckiego.